# Штапов, Владимир Михайлович
Влади́мир Миха́йлович Шта́пов (16 апреля 1946, Москва — 20 марта 2020) — советский футболист, защитник.

## Биография
Начинал карьеру в московском «Динамо». Сначала играл за молодёжный состав, затем стал игроком основы. В чемпионате СССР дебютировал 10 мая 1965 года в матче против «Нефтяника». В 1965 году стал обладателем приза лучший дебютант сезона. Дважды становился серебряным призёром чемпионата, дважды выиграл Кубок СССР. В 1972 году ушёл в «Торпедо». С ним Штапов стал обладателем Кубка. Завершал карьеру в «Динамо» Брянск (1972—1973) и «Динамо» Вологда (1975—1976), играя во второй лиге.
После завершения карьеры работал тренером. Был первым наставником «Химок».

## Достижения
- Обладатель Кубка СССР: 1967, 1970, 1972
- В списке 33 лучших футболистов сезона в СССР: № 3 (1969)